# لمى غروث
لمى غروث (من مواليد 12 ديسمبر 1993) عارضة أزياء برازيلية من أصول ألمانية. بدأت عرض الأزياء في لندن إنجلترا حيث تعلمت اللغة الإنجليزية. اشتهرت أكثير بظهروها في حملات لوريال،  باكو رابان. أيضا عرضت لعلامات تجارية كبرى أمثال فيفيان ويستوود ، بربري ، فيرساتشي وإيتام. قدمت عرض أزياء فيكتوريا سيكريت لأول مرة في عام 2016 ، والذي كان في باريس ، فرنسا.

## نشأتها
ولدت غروث في جوينفيل ، البرازيل. وهي برازيلية من أصول ألمانية ، يابانية وأفريقية.

## الروابط الخارجية
- لمى غروث على موقع IMDb (الإنجليزية)
- لمى غروث على موقع دليل عارضات الأزياء (الإنجليزية)

- لمى غروث في موديلز.كوم